# Галіґовце
Галіґовце (Галіговце, Галіговці, Галігівці) (словац. Haligovce) — село в Словаччині, Старолюбовняському окрузі Пряшівського краю.
Вперше згадується у 1338 році.
В селі є римо-католицький костел з 1897 року.

## Географія
Розташоване в північно-східній частині Словаччини на північних схилах Списької Магури в долині Леснянського потока. Протікає річка Липник.

## Населення
| Рік:            | 1994. | 2004.   | 2014.   | 2024.   |
| --------------- | ----- | ------- | ------- | ------- |
| Кількість осіб: | 651   | 683     | 652     | 653     |
| Різниця:        |       | +4,91 % | -4,53 % | +0,15 % |

| Рік:            | 2023. | 2024.   |
| --------------- | ----- | ------- |
| Кількість осіб: | 645   | 653     |
| Різниця:        |       | +1,24 % |

В селі проживає 668 осіб.
Національний склад населення (за даними останнього перепису населення — 2001 року):
- словаки — 99,85 %

Склад населення за приналежністю до релігії станом на 2001 рік:
- римо-католики — 98,54 %,
- греко-католики — 0,88 %,
- не вважають себе віруючими або не належать до жодної вищезгаданої церкви- 0,59 %

В селі живуть гуралі, які крім словацької мови до сих пір розмовляють і горальським наріччям, яке є складовою частиною малопольських діалектів польської мови, але не ідентифікують себе як поляки.